# James Weaver

James Weaver, född den 4 mars 1955 i London är en brittisk racerförare.
Weaver startade sin karriär i formel 3. 1989 debuterade han i British Touring Car Championship där han slutade tvåa redan första säsongen. Sina största framgångar har han haft inom sportvagnsracing i USA.